# 关节痛
關節痛（英語：Arthralgia，源自希臘文 arthro- 即關節 + -algos 即痛）字面上的意義就是「關節」「疼痛」。具體而言，創傷、感染、疾病（特別是關節炎）、藥物過敏等原因都可能出現關節痛的症狀。
按照醫學主題詞的定義，「關節痛」一詞只能用於非發炎性疾病，而「關節炎」用於發炎性疾病。

## 病因
由關節的觀點分析，關節痛的原因多種多樣，從退化和破壞過程，如：骨關節炎和運動傷害；到關節周圍組織的發炎，如：黏液囊炎。關節痛也可能由其他因素誘發，如：感染或接種疫苗。
加入下表：基孔肯雅熱（Chikungunya fever）。「基孔肯雅」是坦桑尼亞的當地語言（Maconde），意為「彎腰者」，描述急性感染時常伴隨的劇烈關節痛，而引起身體縮成一團的姿勢。
| 疾病                  | 單 或 多關節 | 發作的時間 |
| --------------------- | ------------ | ---------- |
| 類風濕性關節炎        | 多關節       | 週－月     |
| 全身性紅斑狼瘡        | 多關節       | 月         |
| 病毒性關節炎          | 多關節       |            |
| 埃勒斯-當洛二氏症候群 | [ 10 ]       |            |
| 反應性關節炎          | 多關節       |            |
| 風溼熱                | 多關節       |            |
| 萊姆病                | 多關節       |            |
| 淋病關節炎            | 多關節       |            |
| 藥物引起的關節炎      | 多關節       |            |
| 韌帶鬆弛              | 多關節       |            |
| 骨關節炎              | 單關節       |            |
| 急性痛風發作          | 單關節       | 小時       |
| 假性痛風              | 單關節       |            |
| 貝賽特氏症            | 單關節       |            |
| 創傷                  | 單關節       | 立即       |
| 敗血性關節炎          | 單關節       | 小時       |
| 關節積血              | 單關節       |            |

## 診斷
診斷包括詢問病史並進行身體檢查。要確認關節痛的病因，重點在取得詳實的病史。透過詢問患者問題，縮小可能病因的範圍。由於可能病因的性質不同，某些問題似乎無關緊要。例如，會問患者是否有口乾、光敏感、紅疹或癲癇的發作病史。對這些問題中的任何一個回答是或否，將縮小可能病因的範圍與數量，並引導醫師進行後續適當的檢查和實驗室檢驗。

## 治療
治療依特定病因而定。根本原因需首要優先處理。治療可能包括：關節受損嚴重時的關節置換手術、免疫失調時需免疫抑制時使用免疫抑制劑、感染時使用抗生素、藥物引起過敏反應時需停藥。治療主因時，仍需考慮適當地疼痛控制。止痛藥的重要性依關節痛的病因而定。疼痛控制包括伸展運動、非處方止痛藥、處方止痛藥或其他適合該症狀的治療方法。在辣椒中發現的辣椒素（capsaicin），可能減輕關節炎和其他疾病引起的關節疼痛。辣椒素阻斷疼痛信號的傳遞，即物質 P（substance P）的作用，且辣椒素刺激體內釋放阻斷疼痛的化學物質，即內啡肽。辣椒素藥膏的副作用包括塗抹部位的灼熱或刺痛。另一個局部外用藥物是含有水楊酸甲酯（methyl salicylate，奔肌，Bengay）的關節炎乳膏。